# Missing Link (Band)
Missing Link war eine deutsche Popgruppe aus Mönchengladbach, die in den späten 1980er und frühen 1990er Jahren aktiv war. Der Name spielt auf den Fachbegriff „Missing Link“ an.

## Bandgeschichte
Missing Link wurden 1985 von Bernd Barano gegründet. Sie erreichte zwar nie die deutschen Single-Charts, konnte jedoch große Erfolge im Radio feiern. Insbesondere in der von Wolfgang Roth moderierten WDR-1-Hitparadensendung Schlagerrallye war sie erfolgreich. Mit dem Song Together Forever schaffte es die Band zweimal hintereinander, Aufsteiger der Woche zu werden, und wurde schließlich die Nr. 1 in dieser Sendung. Mit Claim of Love erreichte die Band den vierten Platz der Jahresauswertung 1988 und war 24 Wochen lang platziert gewesen. Der Song Give It erreichte dort mehrfach die Spitzenposition. Ihre Langspielplatte World of Fantasy wurde 235.000-mal verkauft.

## Diskografie

### Album
- 1988 World of Fantasy

### Singles
- 1987 Together Forever
- 1988 Claim of Love
- 1989 Give It
- 1989 Children’s Eyes
- 1990 Save Me